# Gavril Afanasiu
Gavril Afanasiu (n. 1879, Chișinău – d. 30 noiembrie 1946, Chișinău) a fost un cântăreț de operă, bariton liric și profesor de canto basarabean, fiind unul din vestiții reprezentanți ai culturii muzicale moldovenești.

## Studii
Gavril Dmitrievici Afanasiu (numele la naștere Athanasiu, numele scenic Gabrieli) s-a născut în 1879 la Chișinău.
A studiat muzica la seminarul din Chișinău cu Berezovski, apoi în 1899-1901 la conservatorul din Peterburg, la clasa de canto a renumitului cântăreț și pedagog italian Antonio Cotogni, care a fost  impresionat de vocea frumoasă a tânărului bariton. După terminarea studiilor la conservator în 1902, Gavril Afanasiu pleacă la Roma cu Antonio Cotogni, care era profesor la Academia muzicală Santa Cecilia din Roma, ca să se perfecționeze la acesta.

## Cariera
Devenind cântăreț de valoare, Gavril Afanasiu a avut o carieră strălucită pe scenele multor teatre de operă din Europa și Rusia. A cântat cu mare succes în teatrele de operă din Italia (Parma, Genova etc.), Franța (Nisa), Germania, Spania și Brazilia.
A revenit în Rusia, unde a cântat pe scena Teatrului Mariinskii din Sankt Petersburg și Bolșoi Teatr din Moscova alături de cei mai renumiți cântăreți ai vremii, printre care Feodor Șaliapin. În 1908-1912 a cântat pe scenele din Ekaterinoslav, apoi în Perm (1912), Tbilisi (1913-1914) și altele orașe.
Cele mai bune roluri al acestui maestru al belcantoului au fost cele ale lui Figaro din opera Bărbierul din Sevilla de Gioachino Rossini, al lui Valentin din opera Faust de Charles Gounod, al lui Giorgio Germont din opera Traviata de Giuseppe Verdi.

## Activitate didactică
În 1917 după Marea Revoluție Socialistă din Octombrie cântărețul Gavril Afanasiu fiind atins de o boală severă părăsește scena  și se stabilește în orașul natal, unde predă la conservatorul din Chișinău.
Între 1932 și 1936 este profesor de canto la București, la Conservatorul privat Egizio Massini. 
Revine la Chișinău unde predă canto în 1936-1941 la Conservatorul Municipal din Chișinău condus de compozitorul, dirijorul și folcloristul Mihai Bârcă și în 1944-1946 la Conservatorul de Stat din RSS Moldovenească. 
A avut printre elevi pe Tamara Ciobanu (artistă a poporului din URSS), Maria Cebotari (cântăreață de operă română, primadonă pe teatrele de operă din Drezda, Berlin și Viena), Elena Bocșan (solistă la Teatrul de operă din București), Nicolae Arnăut ș.a. 
Gavril Afanasiu a decedat în 1946 în urma unei boli incurabile.